# Toner
Toner er en brugskomponent i en laserprinter, som bruges til udskrivning, idet toneren indeholder tonerpulver i form af en tør blanding af fint granuleret plastikpartikler, carbon eller anden form for farvestof, som afsættes på papiret.
Det kaldes også en lasertoner, en tonerpatron eller en tonerkassette. 
Tonere består af et ydre hylster eller en kassette, der passer sammen med printeren, et kammer til opbevaring af selve tonerpulveret og en rulle, der via elektriske ladninger påfører tonerpulveret til papiret. Visse tonere kan benyttes i mange forskellige printere, mens andre kun passer til én model. Derudover kan man få både originale tonere, der er fremstillet af producenten af printeren, og kompatible tonere. De kompatible er ofte meget billigere end de originale tonere.  
En kompatibel toner kan enten være "New compatible" eller "Remanufactured". En "New compatible" tonerpatron er fremstillet af helt nye komponenter og har intet til fælles med en original patron, andet end at den passer til og virker i de samme printere. En "Remanufactured" tonerpatron er en original patron, som, efter den er opbrugt første gang, skilles ad, får udskiftet alle sliddele, bliver samlet igen og får påfyldt nyt tonerpulver samt fjernet alle originalmærker og -navne.
Den 28. marts 1988 fik Fred Keen en patent i USA på en genopfyldelig lasertoner. Genopfyldelige lasertonere anses som mere miljøvenlige.